# Astaneh
Āstāneh (farsi آستانه) è una città dello shahrestān di Shazand, circoscrizione Centrale, nella provincia di Markazi in Iran. Aveva, nel 2006, una popolazione di 6.969 abitanti. La città era un tempo nota con il nome di Karaj. Luogo d'interesse è il mausoleo Imamzadeh Sahl-ebne Ali.